# Cannibal (álbum)
Cannibal es el quinto álbum de estudio de static-X lanzado el 3 de abril de 2007.
La primera canción sacada del álbum fue "Cannibal". Aun así, la canción "Destroyer" fue elegida como primer sencillo en la radio e hicieron un video para acompañarla.
La canción "No Submission" también está disponible en el Soudtrack de Saw III. "Cannibal" vio la luz en iTunes el 5 de febrero como un sencillo en descarga digital. "Destroyer" apareció después, el 13 de febrero y apareció como EP el 20 de marzo. El video musical de "Destroyer" apareció en internet el 6 de abril.
Mientras que el título de la canción "Cannibal" estaba inspirada por los pensamientos vegetarianos de Wayne de comer carne, "Reptile" simplemente habla de ser comido por un reptil. El 18 de enero de 2007, un boletín en el MySpace de la banda reveló la lista de canciones. Además, es el primer álbum de Static-X que no incorpora una canción sobre "otsego".
El álbum completo llegó a las redes peer-to-peer el 26 de marzo de 2007.
El álbum debutó en la posición #36 del Billboard 200 de U.S.A con ventas cercanas a las 30 000 copias.

## Lista de canciones
1. "Cannibal" – 3:12
2. "No Submission" – 2:42
3. "Behemoth" – 3:00
4. "Chemical Logic" – 3:51
5. "Destroyer" - 2:47
6. "Forty Ways" – 3:00
7. "Chroma-Matic" – 2:44
8. "Cuts You Up" – 3:26
9. "Reptile" – 2:30
10. "Electric Pulse" – 2:40
11. "Goat" – 3:48
12. "Team Hate" – 3:24

## Canciones extra
1. Light It Up (Solo por Best Buy Edition)
2. I'm the One (Wayne Static's Disco Destroyer Remix) (Solo por Best Buy Edition)
3. Get Up And Boogie (Solo por Internet Edition; cover de Silver Convention)
4. Beneath, Between, Beyond (Solo por iTunes Edition)
5. I'm with Stupid (Koichi Remix) [Solo por SuckMaDick Edition]

## Sonido
Cuando le preguntaron sobre el álbum, Wayne Static dijo: "Creo que es el disco más metal que hemos hecho nunca y es con seguridad el disco más heavy que hemos hecho nunca. Pero con este álbum, me lo he pasado bien volviendo a los gritos y poniéndome a prueba tanto vocalmente como escribiendo canciones. He sentido como si volviera a estar trabajando para Wisconsin Death Trip, donde me centré en escapar de los excesos y en escribir de forma corta y simple, con canciones pegadizas."

## Versiones
El álbum está disponible en el formato estándar de 12 canciones (la normal y la explícita), en una edición especial por internet con el bonus track "Get Up and Boogie", la edición Best Buy con dos bonus tracks ("Light It Up" y un remix de "I'm the One") y existe una versión limitada del disco firmado por miembros de la banda. Al descargar el álbum por medio de iTunes, se puede conseguir otro bonus track llamado "Beneath, Between, Beyond", cuyo título es también el nombre del disco de recopilación anteriormente sacado Beneath... Between... Beyond..., aun así la canción fue escrita dos años después de la salida del disco. Wayne ha dicho también que este va a ser el primer álbum de Static-X sacado en vinilo.

## Posiciones

### Álbum
| Año  | Listas                 | Posición |
| ---- | ---------------------- | -------- |
| 2007 | The Billboard 200      | 36       |
| 2007 | Top Rock Albums        | 8        |
| 2007 | Australian ARIA Charts | 26       |

### Sencillos
| Año  | Canción     | Listas                 | Posición |
| ---- | ----------- | ---------------------- | -------- |
| 2007 | "Destroyer" | Mainstream Rock Tracks | 23       |

## Componentes
- Wayne Static - Voz, Guitarra, Programación, Teclados, Producción
- Koichi Fukuda - Guitarra Principal
- Tony Campos - Bajo, Voz de fondo
- Nick Oshiro - Batería

## Créditos
- John Travis - Producción & Mezclas
- Ulrich Wild - Producción, Grabación y Mezclas
- Tom Baker - Coordinación
- John 5 - Guitarrista encargado de los solos en "Cannibal"
- Johnny B. - Técnico de Batería
- Amy Decker - Administración
- Steven Gilmore - Dirección artística, Diseño, Imagen digital
- Jason Gitlitz - Ingeniero asistente
- Andy Gould - Administración
- Dean Karr - Fotografía
- Assen Stoyanov - Ingeniero asistente